# Sleepers
Sleepers é um filme estadunidense de suspense e drama criminal de 1996, produzido e dirigido por Barry Levinson, e baseado na obra literária homônima de Lorenzo Carcaterra. O filme foi estrelado por Kevin Bacon, Jason Patric, Brad Pitt, Robert De Niro, Dustin Hoffman, Minnie Driver, Vittorio Gassman, Brad Renfro e Jeffrey Donovan e narra a história de quatro garotos da periferia de Nova Iorque que são condenados a passar um ano em um centro correcional depois de um trote malsucedido. No local, sofrem abusos e são violentados pelos funcionários do reformatório; trinta anos depois, se reencontram e vingam-se das humilhações sofridas durante a detenção.
O filme foi, originalmente, lançado nos Estados Unidos em 18 de outubro de 1996 e foi um grande sucesso de bilheteria, arrecadando US$165,6 milhões contra um orçamento de US$44 milhões recebendo críticas positivas da mídia.

## Enredo
Lorenzo "Shakes" Carcaterra, Tommy Marcano, Michael Sullivan e John Reilly são amigos de infância em "Hell's Kitchen" , Nova York, em meados da década de 1960. O padre local, padre Robert "Bobby" Carillo, serve como uma figura paterna para os meninos e os protege. No entanto, eles começam a fazer pequenos trabalhos para um gangster local,  King Benny.
No verão de 1967, suas vidas mudam quando, acidentalmente, quase matam um homem depois de uma brincadeira com um vendedor de cachorros quentes. Como punição, os meninos são sentenciados a cumprir pena no "Wilkinson Home for Boys", no norte de Nova York; Tommy, Michael e John são condenados a 12-18 meses, enquanto Shakes é condenado a 6-12 meses. Lá, os meninos são espancados, abusados e violados sistematicamente pelos guardas Sean Nokes, Henry Addison, Ralph Ferguson e Adam Styler. O horrível abuso muda os meninos e sua amizade para sempre. Durante a permanência dos meninos nas instalações, eles participam do jogo de futebol anual de Wilkinson entre os guardas e os presos. Os garotos sempre perdem de propósito para evitar represálias dos guardas. Michael, porém, decide, que eles devem jogar o máximo que puderem para mostrar aos guardas que podem lutar, e convence Rizzo, um preso negro, a ajudar a ganhar o jogo. Como resultado, Shakes, Tommy, Michael e John são todos espancados e jogados em confinamento solitário por várias semanas, enquanto Rizzo é espancado até a morte. Na primavera de 1968, pouco antes da libertação de Shakes de Wilkinson, ele insiste em que eles devem denunciar publicamente o abuso, mas os outros se recusam, sabendo que ninguém acreditaria neles. Todos, portanto, prometem nunca falar sobre os horrores e os abusos que sofreram naquele período.
Treze anos depois, John e Tommy, agora criminosos de carreira, encontram Nokes por acaso em um pub da Hell's Kitchen e matam-no diante de testemunhas. Michael, que se tornou um promotor público assistente, organiza-se para ser designado para o caso, com intenção secreta de derrubar a acusação. Ele forja um plano para libertar John e Tommy e se vingar dos guardas que abusaram deles. Com a ajuda de Shakes e Carol, uma amiga de infância e agora assistente social, e King Benny, eles realizam sua vingança usando informações compiladas por Michael sobre as vidas dos antigos guardas de Wilkinson. Eles também  aceitam a designação de Danny Snyder, um advogado decadente e alcoólatra, para defender John e Tommy para parecer que sua situação não tinha esperança.
O plano de Michael só funcionará se ele puder desacreditar Nokes e colocar John e Tommy em outro local. Ferguson, quando convocado no tribunal como testemunha de Nokes, é obrigado a admitir que eles e outros guardas abusavam dos meninos. Para conquistar o caso, no entanto, eles precisam de uma testemunha chave que possa dar a John e Tommy um álibi. Shakes conversa com o padre Bobby, que primeiro resiste, mas, depois que Shakes lhe fala dos abusos, concorda em cometer perjúrio , dizendo que os acusados estavam com ele em um jogo dos New York Knicks no momento do tiroteio. Como resultado, John e Tommy são absolvidos. Os guardas remanescentes também são punidos por seus crimes: Addison, um importante político que ainda molesta crianças, é assassinado por Little César, um traficante local e o irmão mais velho de Rizzo; Styler, agora um policial corrupto, é preso por receber suborno e assassinar um traficante de drogas; e Ferguson perde seu emprego e sua família e é vítima de culpa pelo resto de sua vida. Michael, Shakes, John, Tommy e Carol se encontram em um bar para comemorar - a última vez que todos estariam juntos novamente. O narrador informa que depois desta noite, Shakes segue como repórter,  ainda morando em Hell's Kitchen. Michael sai da promotoria do distrito, se muda para uma pequena cidade no interior da Inglaterra, se torna carpinteiro e nunca se casa. John bebe até a morte e Tommy é assassinado; ambos morrem antes dos 30 anos. Carol fica na cidade como assistente social e tem um filho, a quem ela dá o nome se John Thomas Michael, em homenagem aos meninos.[carece de fontes?]

## Elenco
- Kevin Bacon (Sean Nokes)
- Robert De Niro (Padre Bobby)
- Billy Crudup (Tommy Marcano)
- Jonathan Tucker (Tommy Marcano - jovem)
- Ron Eldard (John Reilly)
- Geoffrey Wigdor (John Reilly - jovem)
- Minnie Driver (Carol Martinez)
- Vittorio Gassman (King Benny)
- Sean Patrick Reilly (King Benny - jovem)
- Dustin Hoffman (Danny Snyder)
- Terry Kinney (Ralph Ferguson)
- Frank Medrano (Fat Mancho)
- Brad Pitt (Michael Sullivan)
- Brad Renfro (Michael Sullivan - jovem)
- Jason Patric (Lorenzo "Shakes" Carcaterra)
- Joseph Perrino (Lorenzo "Shakes" Carcaterra - jovem)
- Bruno Kirby (Pai de Shake)
- Casandra Brooks (Mãe de John Reilly)
- Ben Hammer (Juiz Weisman)
- Aida Turturro (Sra. Salina)